# Cúp bóng đá châu Á 1964
Cúp bóng đá châu Á 1964 là Cúp bóng đá châu Á lần thứ ba. Số đội bóng quốc gia tham dự vòng chung kết của giải là bốn. Vòng chung kết giải được tổ chức tại Israel từ 26 tháng 5 đến 3 tháng 6 năm 1964, gồm 4 đội đá vòng tròn một lượt để chọn ra đội vô địch của giải. Chủ nhà Israel lần đầu tiên đoạt chức vô địch châu Á sau khi đã toàn thắng cả ba trận đấu.

## Vòng loại
Có tất cả 17 đội tuyển tham gia vòng loại, chia làm 4 bảng (2 bảng khu vực Trung tâm, 1 bảng khu vực phía Đông và 1 bảng khu vực phía Tây), chọn đội đầu bảng vào đá vòng chung kết với chủ nhà Israel. Tuy vậy, 11 trong tổng số 17 đội tuyển đã rút lui nên 2 bảng khu vực Trung tâm được hợp nhất lại làm một. Hàn Quốc (khu vực phía Đông) và Ấn Độ (khu vực phía Tây) giành quyền tham dự vòng chung kết mà không cần thi đấu vì họ là đội tuyển duy nhất còn lại của khu vực tương ứng.

## Vòng chung kết

### Các đội bóng tham dự
- Israel (chủ nhà)
- Hàn Quốc (nhất khu vực phía Đông mà không cần thi đấu)
- Ấn Độ (nhất khu vực phía Tây mà không cần thi đấu)
- Hồng Kông (nhất khu vực trung tâm)

### Địa điểm thi đấu
| Ramat Gan              | Haifa                       | Ramat GanHaifaTel AvivJerusalem | Tel Aviv                | Jerusalem                   |
| ---------------------- | --------------------------- | ------------------------------- | ----------------------- | --------------------------- |
| Sân vận động Ramat Gan | Sân vận động Kiryat Eliezer | Ramat GanHaifaTel AvivJerusalem | Sân vận động Bloomfield | Sân vận động Đại học Hebrew |
| Sức chứa: 41.583       | Sức chứa: 17.000            | Ramat GanHaifaTel AvivJerusalem | Sức chứa: 22.000        | Sức chứa: 16.000            |
|                        |                             | Ramat GanHaifaTel AvivJerusalem |                         |                             |

### Kết quả
| Đội       | Trận | Thắng | Hoà | Thua | BT | BB | HS | Điểm |
| --------- | ---- | ----- | --- | ---- | -- | -- | -- | ---- |
| Israel    | 3    | 3     | 0   | 0    | 5  | 1  | +4 | 6    |
| Ấn Độ     | 3    | 2     | 0   | 1    | 5  | 3  | +2 | 4    |
| Hàn Quốc  | 3    | 1     | 0   | 2    | 2  | 4  | −2 | 2    |
| Hồng Kông | 3    | 0     | 0   | 3    | 1  | 5  | −4 | 0    |

| Israel       | 1–0 | Hồng Kông |
| ------------ | --- | --------- |
| Spiegler 76' |     |           |

| Hàn Quốc | 0–2 | Ấn Độ                        |
| -------- | --- | ---------------------------- |
|          |     | Appalaraju 2' · I. Singh 57' |

| Israel                             | 2–0 | Ấn Độ |
| ---------------------------------- | --- | ----- |
| Spiegler 29' (ph.đ.) · Aharoni 76' |     |       |

| Hàn Quốc         | 1–0 | Hồng Kông |
| ---------------- | --- | --------- |
| Bae Keum-Soo 74' |     |           |

| Ấn Độ                                       | 3–1 | Hồng Kông           |
| ------------------------------------------- | --- | ------------------- |
| I. Singh 45' · Samajapati 60' · Goswami 77' |     | Cheung Yiu Kwok 39' |

| Hàn Quốc          | 1–2 | Israel              |
| ----------------- | --- | ------------------- |
| Huh Yoon-Jung 79' |     | Leon 20' · Tish 38' |

## Cầu thủ ghi bàn
2 bàn
| - Inder Singh | - Mordechai Spiegler |  |

1 bàn
| - Cheung Yiu Kwok - K. Appalaraju - Chuni Goswami | - Sukumar Samajapati - Yohai Aharoni - Moshe Leon | - Gideon Tish - Bae Keum-Soo - Huh Yoon-Jung |